# Securidaca warmingiana
Securidaca warmingiana är en jungfrulinsväxtart som beskrevs av Chod.. Securidaca warmingiana ingår i släktet Securidaca och familjen jungfrulinsväxter. Inga underarter finns listade i Catalogue of Life.